# Gud Fader och tattaren
Gud Fader och tattaren är en svensk dramafilm från 1954 i regi av Hampe Faustman.
Bolaget Sandrew-Burman bytte titeln till Tattarblod, eftersom publiken inte lockades av en film med "Gud Fader" i titeln.

## Handling
Den unge skogsarbetaren David Vallander (Ulf Palme) arrenderar en gård i Värmland tillsammans med sin familj, hustrun Blenda (Doris Svedlund) och sonen Lennart (Jan Olov Andersson) av det äldre pensionerade lantarbetarparet Josef och Rakel Demant (Axel Högel, Gull Natorp). Till en början välkomnas det unga lantarbetarparet av ortsbefolkningen och av grannarna. Vad de till en början inte känner till är att David är son till den ökände hästhandlaren och tattaren Mördar-Frasse (Adolf Jahr). Snart går emellertid ryktena om Davids släktskap och efter en tid kommer även Davids far på besök.

## Roller i urval
- Ulf Palme - David Vallander
- Adolf Jahr - Frasse Vallander, hans far, tattare, hästhandlare
- Doris Svedlund - Blenda, Davids hustru
- John Elfström - Johan Tapper
- Josua Bengtson - Berg, banvakt
- Gull Natorp - Rakel Demant
- Axel Högel - Josef Demant, Rakels make
- Jan Malmsjö - Jonatan Demant, Rakels och Josefs son
- Jan Olov Andersson - Lennart, Davids och Blendas son
- Peter Lindgren - Mickel, Frasses son
- Allan Edwall - Natan, Frasses son
- Gunvor Pontén - Ragnhild, Tappers dotter
- Ulla Sjöblom - Frasses dotter
- Märta Dorff - Frasses hustru
- Hans Strååt - Efraim